# Hirschaid
Hirschaid (fränkisch: Häschaad) ist ein Markt im oberfränkischen Landkreis Bamberg an der Regnitz sowie dem Main-Donau-Kanal und zählt zur Metropolregion Nürnberg.

## Geographie

### Geographische Lage
Der gleichnamige Kernort liegt etwa zwölf Kilometer südsüdöstlich von Bamberg gegenüber der Einmündung der Reichen Ebrach in die Regnitz. Nicht nur aufgrund seiner günstigen Lage an der A 73 und der geringen Entfernung zu Bamberg (12 km), Forchheim (13 km), Erlangen (ca. 30 km), Fürth (ca. 40 km) und Nürnberg (ca. 50 km) ist Hirschaid seit den 1960er Jahren stark gewachsen.

### Nachbargemeinden
Nachbargemeinden sind (im Norden beginnend, im Uhrzeigersinn): Pettstadt, Strullendorf, Buttenheim, Altendorf, Hallerndorf (Landkreis Forchheim), Höchstadt an der Aisch (Landkreis Erlangen-Höchstadt, Mittelfranken) und Frensdorf.

### Gemeindegliederung
Es gibt elf Gemeindeteile (in Klammern sind der Siedlungstyp und die Einwohnerzahl Stand 30. Juni 2022 angegeben):
- Erlach (Kirchdorf, 446)
- Friesen (Kirchdorf, 346)
- Großbuchfeld (Dorf, 120)
- Hirschaid (Hauptort, 6201)
- Juliushof (Siedlung, 550)
- Kleinbuchfeld (Dorf, 125)
- Köttmannsdorf (Dorf, 649)
- Röbersdorf (Kirchdorf, 852)
- Rothensand (Dorf, 340)
- Sassanfahrt (Pfarrdorf, 2248)
- Seigendorf (Kirchdorf, 866)

## Geschichte

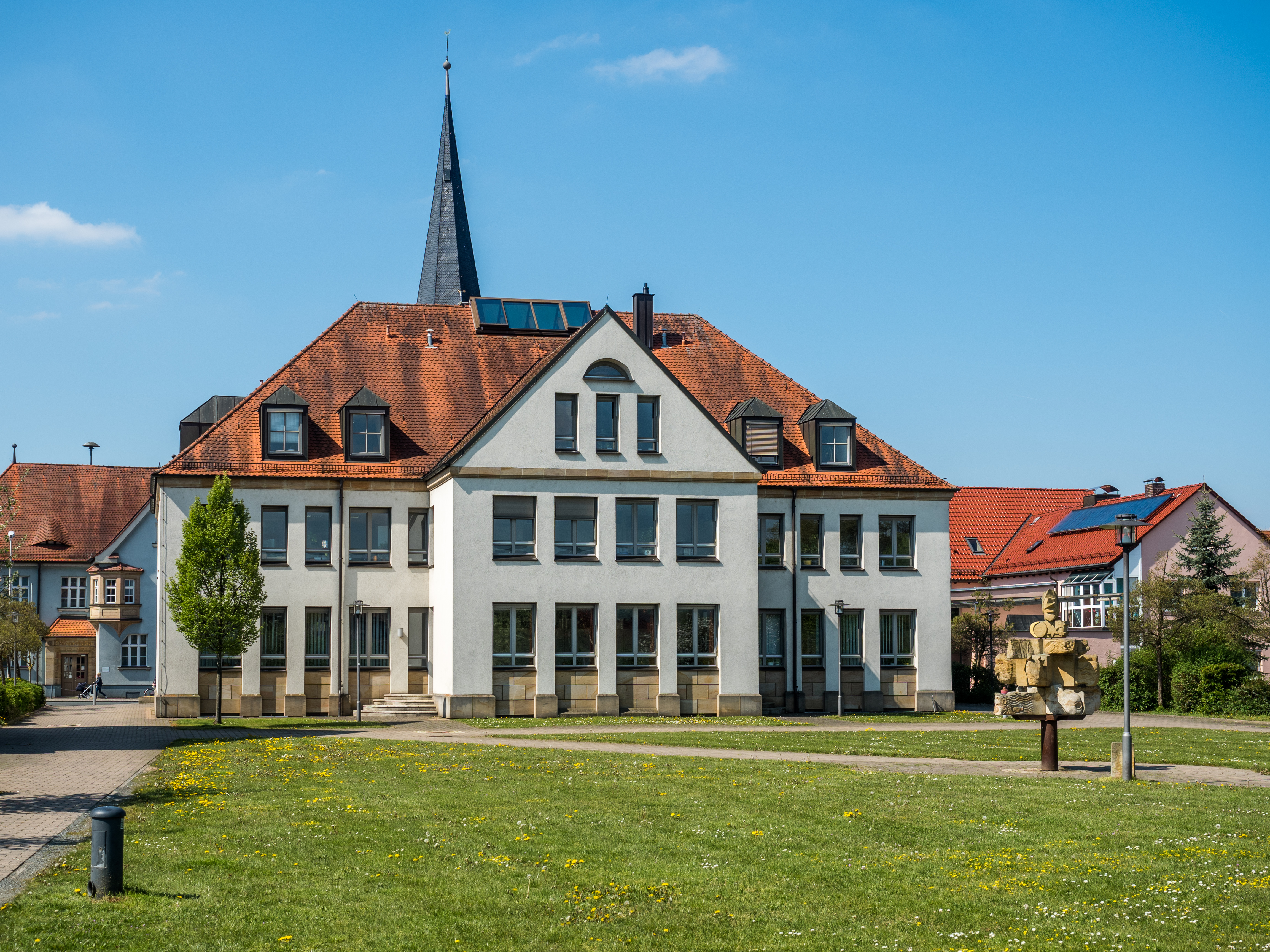
Rathaus

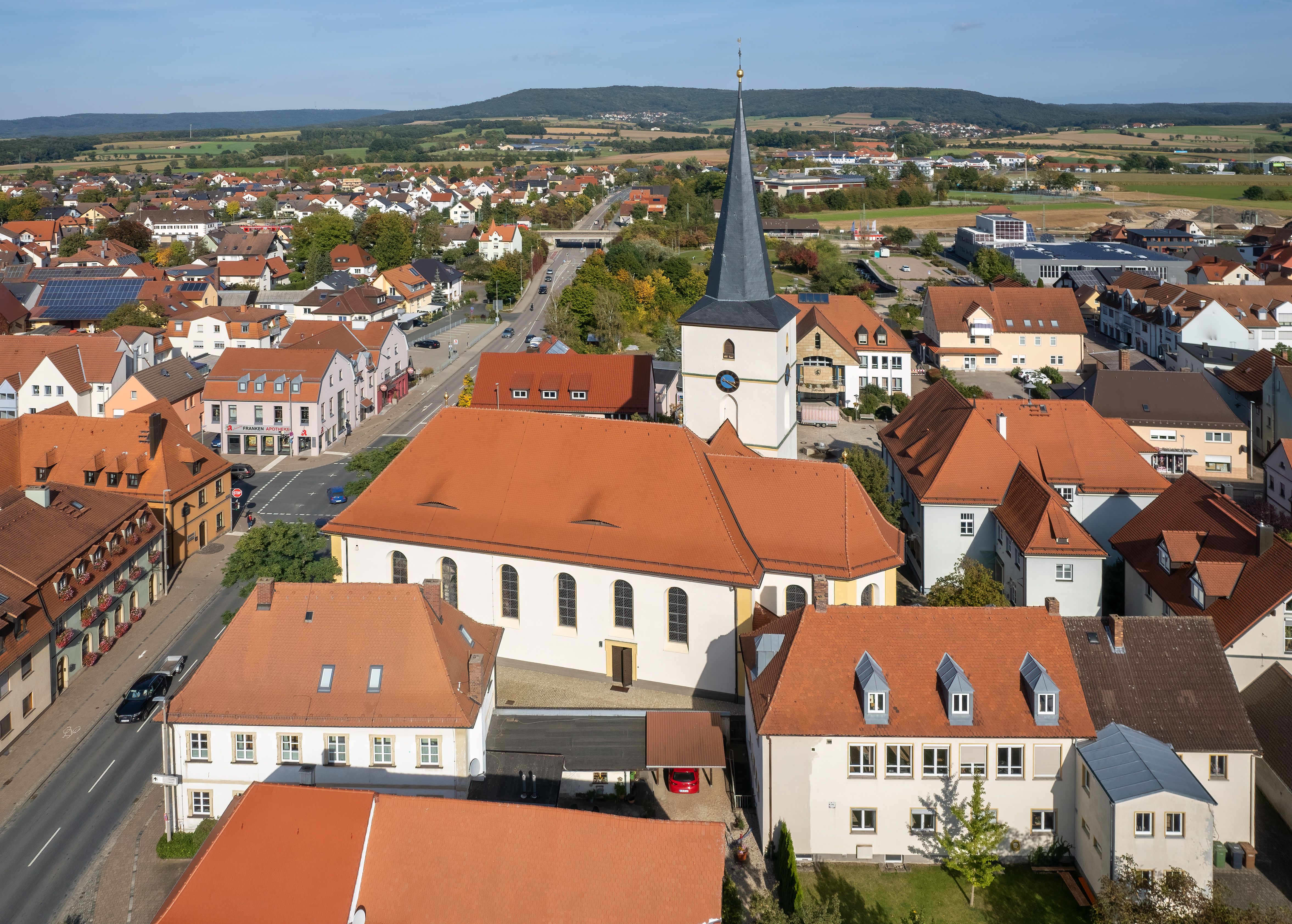
Ortsmitte mit Kirche

Der Name des Ortes ist vom Namen des Adelsgeschlechts von Hirzheide abgeleitet. Der Hirsch des Familienwappens ist im heutigen Wappen Hirschaids enthalten.
Hirschaid liegt unweit der einstigen Via Imperii, einer Altstraße, die seit Urzeiten den Norden in der Gegend von Lüneburg mit dem Süden bis Oberösterreich verband. Der Name Hirschaid weist auf die frühere Landschaft und Tierwelt hin.
Bodenfunde auf den Terrassen des Regnitztales geben Zeugnis von einer frühen Besiedelung, beginnend spätestens in der Jungsteinzeit. Zeugen aus der späteren Latènezeit (Kelten) sind vor allem die Bodenfunde und Wallreste auf der nahen Friesener Warte.
Im Jahre 1079 wurde Hirschaid durch eine von König Heinrich IV. ausgestellte Urkunde erstmals geschichtlich fassbar. So fand 1979 die 900-Jahr-Feier statt. Ab 1300 war es Sitz der adeligen Herren, der Ministerialen und Vögte von Hirzheide. Ihre fränkische Linie starb 1590 aus, eine schwedisch-livländische Linie besteht noch. Ihr damaliges Wappen, ein in Silber goldener Hirsch aus blauem Dreiberg aufsteigend, war Vorbild für das heutige Gemeindewappen.
Wenn auch Hirschaid im Bauernkrieg weitgehend verschont blieb, wurde der an der Hauptdurchgangsstraße gelegene Ort im Schwedenkrieg besonders hart mitgenommen. Ein Chronist berichtet aus dieser Zeit: „Nach Lichtmeß 1633 kamen die Schweden auch hierher und hausten nach Schwedenart. Sie plünderten und raubten, was sie erreichen konnten, nichts war ihnen heilig. Fenster und Türen des Gotteshauses wurden eingeschlagen, das Innere demoliert, die Glocken herabgeholt und zerschlagen …“
Weitere Plünderungen musste der Ort im Siebenjährigen Krieg (1756–1763) und besonders in den Napoleonischen Kriegen erleiden, als es am 6. August 1793 in unmittelbarer Nähe zwischen der Reichsarmee und den französischen Truppen zu einem heftigen Kavallerie- und Artilleriegefecht kam.
Mit der Säkularisation kam Hirschaid, das in der Hochstiftzeit der Zent Eggolsheim zugeteilt war, mit seinen 105 „selbständigen Häusern“ zu Bayern.
Der Bau des Ludwig-Donau-Mainkanals ab 1836 und die Eröffnung der Ludwig-Süd-Nord-Bahn 1844 brachten für Hirschaid die ersten industriellen Anreize. Der Ludwigskanal führte westlich am historischen Ortskern vorbei, die Bahnlinie östlich und es entstand südlich der Altstadt eine Ladestelle (Anlände) für den Güterumschlag. Diese bot dank ihres Bahnanschlusses bereits 1845 einen trimodalen Güterumschlag Schiff/Schiene/Straße.
Die um diese Zeit eingeführte Korbflechterei bot zusätzlich Arbeit und Verdienst. Um 1900 war die Bevölkerung auf 1120 Einwohner angewachsen, die Häuserzahl auf 173 gestiegen.
Beim Novemberpogrom 1938 wurde die Synagoge der jüdischen Gemeinde in der Nürnberger Straße durch SA-Männer zerstört. An ihrem ehemaligen Standort erinnert ein Gedenkstein an das Gotteshaus und an die verfolgten und ermordeten jüdischen Einwohner von Hirschaid.
Der Ludwigskanal und die Anlände wurden 1950 bei Hirschaid aufgelassen und in den frühen 1960er Jahren mit dem Main-Donau-Kanal überbaut. Die nächstgelegenen Lademöglichen befinden sich seither an den Häfen Eggolsheim oder Bamberg.
Durch seine günstige Verkehrslage, bedingt durch die Bahnstation an der Bahnstrecke Nürnberg–Bamberg und die unmittelbare Nähe der Bundesautobahn 73, aber auch durch die Gebietsreform mit der Eingemeindung von Erlach, Friesen und Seigendorf am 1. Januar 1972 sowie Röbersdorf, Rothensand und Sassanfahrt am 1. Mai 1978 ist der Markt Hirschaid mit seinen Gemeindeteilen auf knapp 12.000 Einwohner angewachsen und entwickelt sich zu einem kleinen Zentrum von Verkehr und Wirtschaft.

### Einwohnerentwicklung
Im Zeitraum 1988 bis 2018 wuchs der Markt von 9.058 auf 12.324 um 3.266 Einwohner bzw. um 36,1 %.

## Religion
Laut Zensus am 9. Mai 2011 sind 74,0 % der Einwohner römisch-katholisch und 12,1 % evangelisch-lutherisch. 13,9 % haben eine andere Religion oder sind konfessionslos.

## Politik

### Gemeinderat
Der Gemeinderat hat 24 ehrenamtliche Mitglieder. Seit der Kommunalwahl am 15. März 2020, bei der die Wahlbeteiligung bei 62,9 % lag (2014: 64,6 %), sind folgende neun politische Gruppierungen im Gemeinderat vertreten:
| Partei / Liste                                | Sitze 2020 | Stimmenanteil 2020 |   | Sitze 2014 | Stimmenanteil 2014 |
| CSU                                           | 8          | 34,3 %0            | 7 | 32,1 %0    |                    |
| SPD                                           | 2          | 6,3 %              | 2 | 6,7 %      |                    |
| FDP1                                          | 1          | 6,2 %              |   |            |                    |
| Grüne/Ökologische Liste Hirschaid (ÖLH)2      | 3          | 13,4 %0            | 2 | 6,7 %      |                    |
| Freie Wähler                                  | 3          | 13,3 %0            | 4 | 14,7 %0    |                    |
| Wählergemeinschaft West (WGW)/(WGSKR)3        | 2          | 10,2 %0            | 3 | 14,6 %0    |                    |
| Wählergemeinschaft Regnitzau (WGR)            | 2          | 8,1 %              | 2 | 9,9 %      |                    |
| Freie Wählergemeinschaft Röbersdorf (FWG Röb) | 2          | 7,5 %              | 2 | 6,5 %      |                    |
| BürgerNahe Liste Hirschaid (BNL)              | 1          | 2,2 %              | 1 | 4,9 %      |                    |
| Liste der Frauen (LdF)4                       |            |                    | 1 | 3,8 %      |                    |

Anmerkungen:
1. Die FDP trat 2020 erstmals mit einer eigenen Liste an.
2. Bis 2014 Ökologische Liste Hirschaid (ÖLH), 2020 gemeinsame Liste mit der Partei Bündnis 90/Die Grünen.
3. Bis 2014 Wählergemeinschaft Sassanfahrt-Köttmannsdorf-Rothensand (WGSKR), 2020 Wählergemeinschaft West (WGW).
4. Die Liste der Frauen (LdF) trat 2020 nicht an.

Vorsitzender und zusätzliches Mitglied mit Stimmrecht ist der Erste Bürgermeister Klaus Homann (CSU). Die Gemeindeteile Erlach und Friesen sind jeweils durch einen nicht stimmberechtigten Ortssprecher vertreten, da sie nicht durch Gemeinderäte vertreten sind.

### Bürgermeister
Erster Bürgermeister ist seit 2014 Klaus Homann (CSU), der in der Stichwahl bei einem Gegenkandidaten der Freien Wähler 52,46 % der Stimmen erhielt und 2020 bei vier Gegenkandidaten mit 63,61 % der Stimmen im Amt bestätigt wurde. Sein Vorgänger war Andreas Schlund (CSU), der zuletzt 2008 bei zwei Gegenkandidaten mit 57,32 % der Stimmen wiedergewählt wurde.

### Wappen
| Wappen von Hirschaid | Blasonierung: „In Silber ein aus einem halben achteckigen blauen Stern wachsender schwarzer Hirsch.“ |
| Wappen von Hirschaid | Wappengeschichte: Der Markt Hirschaid bezeichnete 1835 das Wappen der Herren von Hirschaid fälschlicherweise als altes Ortszeichen. König Ludwig I. genehmigte 1836 die Siegelführung mit diesem Wappen. Mit Entschließung von 1954 wurde das Wappen in der seit dem 16. Jahrhundert überlieferten Farbgebung als Marktwappen anerkannt. Die Herren von Hirschaid waren Dienstmannen der Herren von Schlüsselberg. Sie werden erstmals 1230 erwähnt und sind 1590 erloschen. Sie führten bereits im frühen 14. Jahrhundert in den Siegeln einen halben Hirschen, der redend für ihren Familiennamen stand. Er wurde entweder wachsend aus einem Dreiberg oder aus einem halben Stern dargestellt. Vorübergehend erscheint der Hirsch in der unheraldischen Tingierung naturfarben (braun). Dieses Wappen wird seit 1954 geführt. |

### Gemeindepartnerschaften
- Slowenien: Am 11. September 1999 wurde die Partnerschaft mit der Gemeinde Ivančna Gorica, etwa 30 Kilometer südöstlich der Hauptstadt Ljubljana, begründet.
- Polen: Seit 12. Oktober 2013 besteht mit der Gemeinde Leschnitz eine weitere Partnerschaft. Leschnitz ist eine Landstadt mit rund 3000 Einwohnern und Sitz einer Stadt- und Landgemeinde im oberschlesischen Powiat Strzelecki in der polnischen Woiwodschaft Oppeln. Seit 2006 ist die Gemeinde offiziell zweisprachig (Polnisch und Deutsch).

## Wirtschaft und Infrastruktur

### Verkehr
Der Haltepunkt Hirschaid an der Bahnstrecke Nürnberg–Bamberg wird stündlich von Regionalexpresszügen verschiedener Linien sowie von der S-Bahnlinie S 1 (Neumarkt – Nürnberg – Bamberg) der S-Bahn Nürnberg bedient. Außerdem halten hier mehrmals täglich Züge der Regionalbahnlinie Ebern – Bamberg – Forchheim – Ebermannstadt von Agilis.
Östlich des Ortes verläuft die Bundesautobahn 73 mit der Anschlussstelle Hirschaid. Dort befindet sich die Autobahnmeisterei Hirschaid der Autobahndirektion Nordbayern.
Im äußersten Osten des Gemeindegebiets liegt das Segelfluggelände Friesener Warte.

### Ansässige Unternehmen
- INA, gehört zur Schaeffler-Gruppe, fertigt am Standort Hirschaid Motorenelemente (Variable Ventiltriebsysteme). ca. 1500 Mitarbeiter
- Möbel Neubert, eines der größten Möbelgeschäfte in Nordbayern (gehört inzwischen zur Lutz-Gruppe)
- Franz Veit GmbH Papierverarbeitungsfabrik

### Brauereien
Auf dem Gemeindegebiet gibt es die Brauerei Kraus in Hirschaid. Bis 2017 stellte die Brauerei Weber in Röbersdorf, bis 2004 die Brauerei Brütting in Friesen und bis 1967 die Brauerei Messingschlager in Erlach selbst Bier her.

### Freiwillige Feuerwehren
Es bestehen die Freiwilligen Feuerwehren Hirschaid, Erlach, Friesen, Köttmannsdorf, Rothensand mit Groß- und Kleinbuchfeld, Röbersdorf, Sassanfahrt und Seigendorf.

### Freizeit- und Sportanlagen
Das im Mai 2000 eröffnete Hallenbad Frankenlagune besitzt ein 82 Quadratmeter großes Innenbecken mit Whirlpool, ein 66 Quadratmeter großes Warmwasser-Außenbecken und ein 38 Quadratmeter großes Mutter-Kind-Becken.

## Persönlichkeiten

### Ehrenbürger
- Romana Gensel, Kommunalpolitikerin.[12]
- Hubert Patzelt († 5. Januar 2014), ehemaliger Realschuldirektor und Initiator der Partnerschaft mit Ivančna Gorica[13]
- August Popp, ehemaliger Pfarrer (35 Jahre bis 31. Juli 2009 tätig) und Dekan
- Alfred E. Hierold (* 1941), katholischer Theologe und Kirchenrechtler
- Jernej Lampret (* 1948), Altbürgermeister der Partnergemeinde Ivančna Gorica, Slowenien (Ehrenbürgerschaft verliehen am 20. Juli 2012)

### Söhnedes Marktes
- Georg Hofmann (1885–1956), in Friesen geborener Theologe und Byzantinist
- Franz Sales Heß (1899–1989), Benediktiner und Lehrer, NS-Opfer
- Georg Kügel (1904–1979), Politiker (CSU)
- Helmut Kraus (* 1938), Fußballspieler
- Hans-Joachim Behr (1949–2018), germanistischer Mediävist
- Norbert Schlegel (* 1961), Fußballspieler und -trainer
- Reiner Geyer (* 1964), in Röbersdorf geborener Fußballspieler und -trainer

## Zitat
„Wenn ich etwa einen Acker bei Hirschaid male, dann meint das zunächst natürlich den konkreten Ort. Zugleich ist der ländliche Strukturwandel ein übergeordnetes, ein globales Phänomen, das ich gerne „Hirschaidisierung“ nenne.“